# Kościół Świętych Apostołów Szymona i Judy w Czempiniu
Kościół Świętych Apostołów Szymona i Judy – rzymskokatolicki kościół filialny należący do parafii św. Michała Archanioła w Czempiniu (dekanat kościański archidiecezji poznańskiej).
Świątynia w obecnej formie została wzniesiona w 1782 roku, wieża powstała w XIX wieku. Kościół został ufundowany przez Feliksa Szołdrskiego. Budowla reprezentuje styl barokowo-klasycystyczny. Bryła świątyni jest murowana, otynkowana, salowa, trzyprzęsłowa. Ołtarz główny w kościele powstał około 1782 roku i znajduje się w nim obraz św. Anny Samotrzeć. Budowla nakryta jest dachem dwuspadowym. Za szczytem świątyni znajduje się wmurowana wieżyczka z dachem hełmowym i chorągiewką. Kościół charakteryzuje się oknami witrażowymi z motywami liturgiczno-heraldycznymi.
W latach 1847–1945 świątynia należała do niemieckich ewangelików. Po zakończeniu II wojny światowej jest ponownie użytkowana jako kościół rzymskokatolicki.